# Rhizoprionodon lalandii
Rhizoprionodon lalandii és una espècie de peix de la família dels carcarínids i de l'ordre dels carcariniformes.

## Morfologia
Les femelles poden assolir els 77 cm de longitud total.

## Distribució geogràfica
Es troba des de Panamà fins al sud del Brasil i l'Uruguai.